# 布格林斯基橋
布格林斯基橋（羅馬化：Bugrinsky Most），是位於俄羅斯新西伯利亞的一座拱橋，橫跨鄂畢河。
布格林斯基橋從2010年2月開始建設，在2014年10月完工。這座橋是新西伯利亞市第三座跨越鄂畢河的橋梁。

## 畫廊

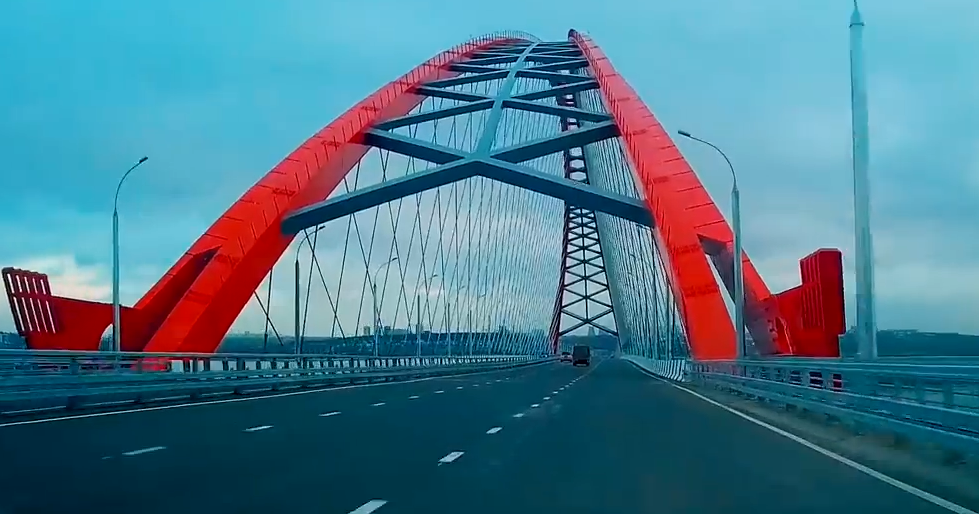
2015年5月的照片

## 外部連結
- Video presentation of the bridge （页面存档备份，存于）

54°58′34.53″N 82°57′39.97″E / 54.9762583°N 82.9611028°E